# Racisme institucional

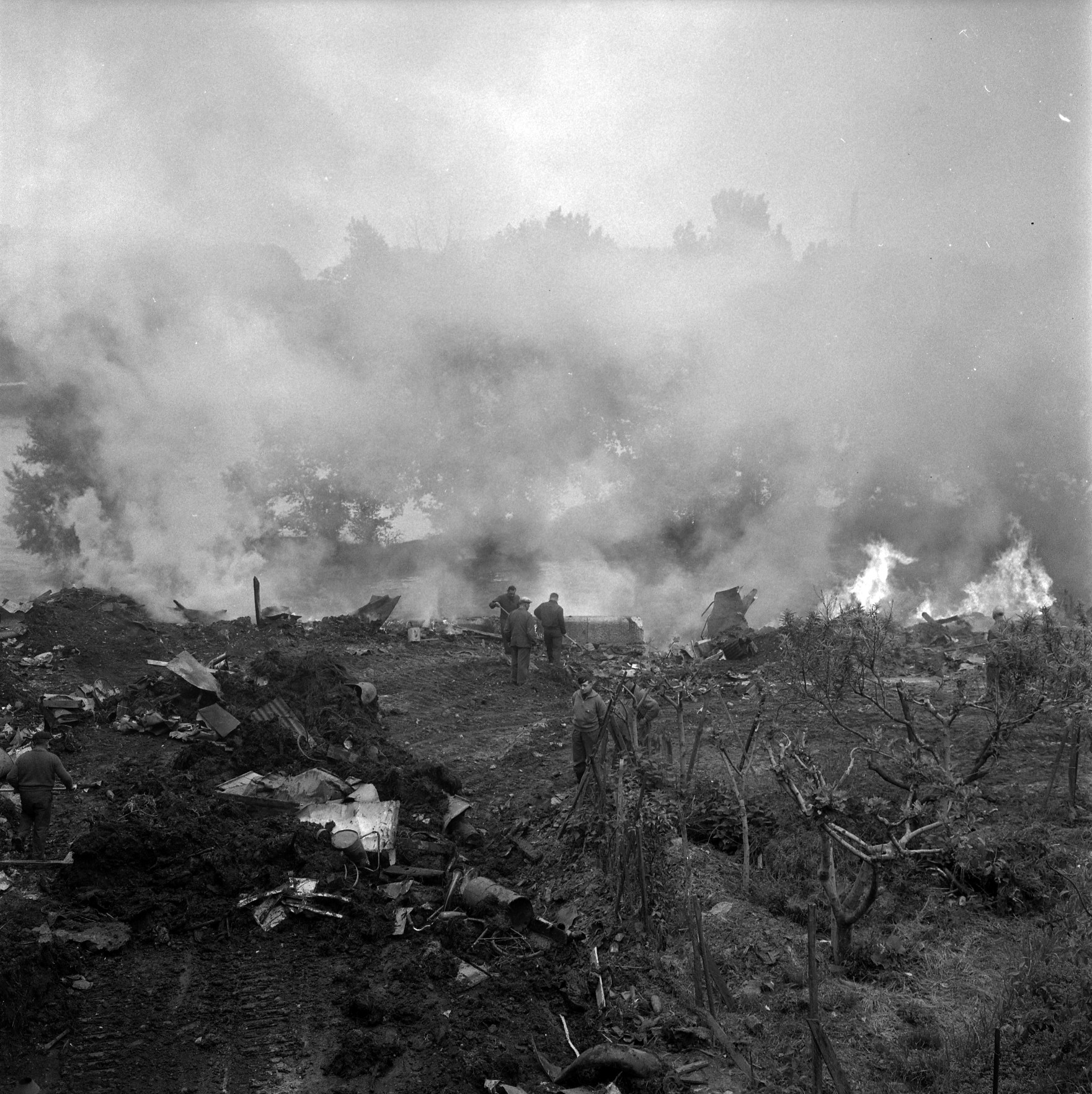
Representació pictòrica feta per André Cros de l'expulsió constituïda neteja ètnica del camp dels gitanos al Pont dels Catalans (Tolosa).

El racisme institucional és una forma de racisme arrelada com a pràctica normal en una societat o organització. Entre les seves manifestacions es troba la discriminació en el treball, el sistema de justícia, l'habitatge, l'atenció mèdica, el poder polític i l'educació, entre d'altres.

## Definició
S'ha definit com «el conjunt de polítiques, pràctiques i procediments que perjudiquen grups racialitzats impedint que puguin assolir una posició d'igualtat». Aquesta dimensió institucional del racisme s'expressa de dues maneres: sense actors (mitjançant normes, lleis, reglaments, polítiques públiques, mecanismes d'assignació i accés a recursos, etc.), i amb actors (pràctiques de representants institucionals, discursos polítics, pràctiques de treballadors públics encarregats d'aplicar les lleis i implementar polítiques, etc.).

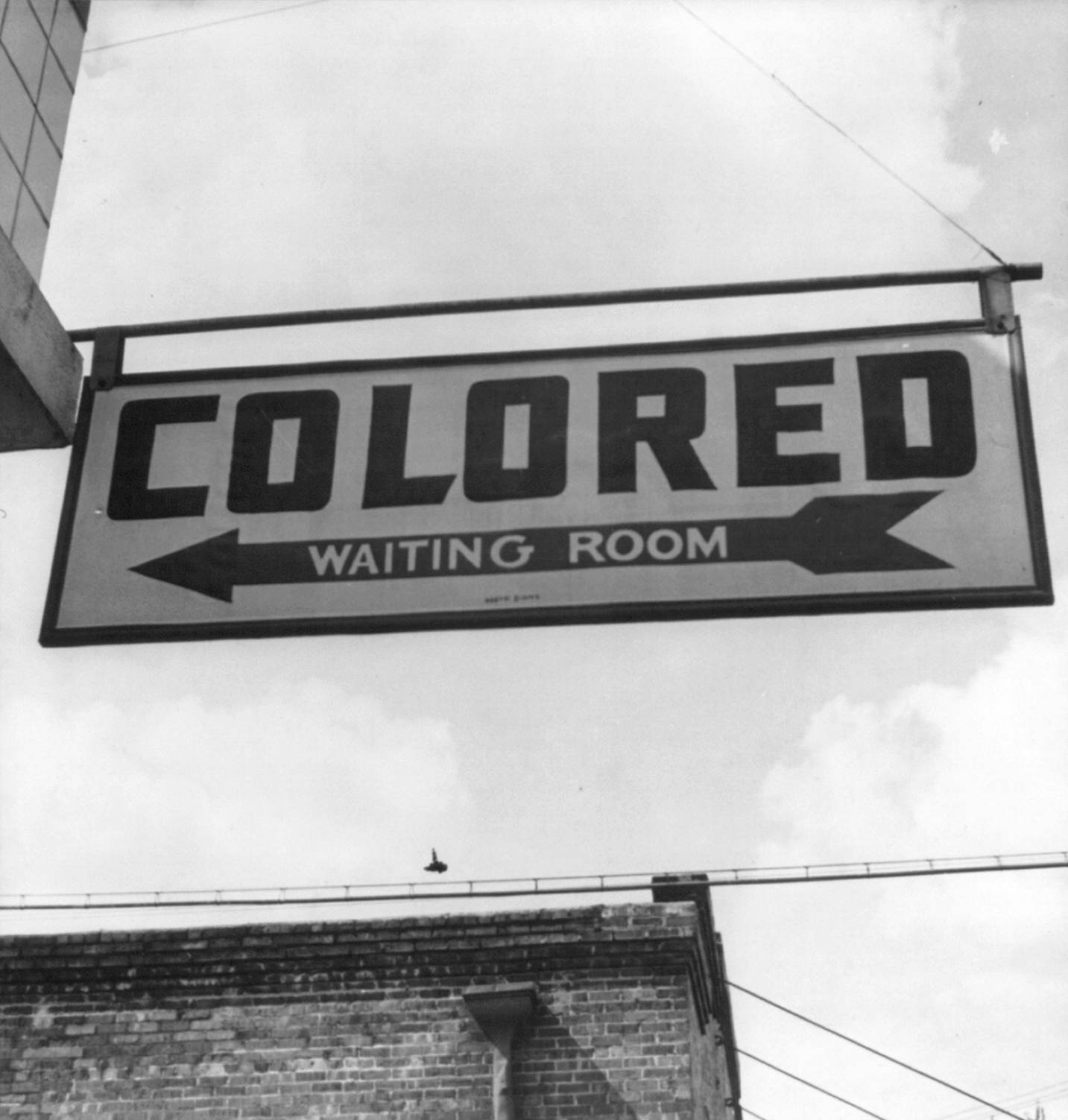
Rètol que indica la sala d'espera reservada a «persones de color» el 1943 durant la segregació racial als Estats Units

Mentre que el racisme sistèmic és estructural de tota la societat i es basa en el mecanisme d'inferiorització de l'altre a través de la racialització com a sistema de dominació i es manifesta en totes les relacions humanes, el racisme institucional és l'existència de polítiques i pràctiques a les institucions, que situen els grups ètnics o religiosos minoritaris en desavantatge amb la majoria ètnica d'una institució. El racisme institucional no inclou totes les formes possibles de racisme sistèmic, relacionades amb la cultura i els agents de socialització. De vegades, ambdós termes són tractats com a sinònims.
El terme «racisme institucional» va ser encunyat per primera vegada el 1967 per Stokely Carmichael i Charles V. Hamilton a Black Power: The Politics of Liberation. Carmichael i Hamilton plantegen que mentre el racisme individual és sovint identificable a causa de la seva naturalesa oberta i clara, el racisme institucional és menys perceptible a causa de la seva naturalesa «menys oberta, molt més subtil» i tàcita. El racisme institucional «s'origina en el funcionament de forces establertes i respectades per la societat i, per tant, rep molta menys condemna pública que el racisme individual».
El jutge anglès William Macpherson a l'Informe Lawrence (1999) el va descriure com «el fracàs col·lectiu d'una organització per brindar un servei apropiat i professional a persones a causa del seu color de pell, cultura o origen ètnic, i es pot detectar en processos, actituds i comportaments equivalents a una discriminació per prejudici, ignorància, desconsideració i estereotips racistes que perjudiquen les minories ètniques».